# Dactylopsis
Genre
Classification phylogénétique
Dactylopsis N.E.Br. est un genre de plante de la famille des Aizoaceae.
Dactylopsis N.E.Br., in Gard. Chron., ser. 3, 78: 413 (1925)
Type : Dactylopsis digitata (Aiton) N.E.Br. [in Phillips, Gen. S. African Pl. : 244 (1926)] (Mesembryanthemum digitatum Aiton)

## Liste des espèces
- Dactylopsis digitata N.E.Br.
- Dactylopsis littlewoodii L.Bolus